# Мейтаун (Кентуккі)
Мейтаун (англ. Maytown) — переписна місцевість (CDP) в США, в окрузі Флойд штату Кентуккі. Населення — 227 осіб (2020).

## Географія
Мейтаун розташований за координатами 37°31′58″ пн. ш. 82°47′57″ зх. д. / 37.53278° пн. ш. 82.79917° зх. д. (37.532690, -82.799156).  За даними Бюро перепису населення США в 2010 році переписна місцевість мала площу 1,48 км², уся площа — суходіл.

## Демографія
Згідно з переписом 2010 року, у переписній місцевості мешкали 243 особи в 101 домогосподарстві у складі 67 родин. Густота населення становила 164 особи/км².  Було 125 помешкань (85/км²).
Расовий склад населення:
| - 99,6 % — білих - 0,4 % — азіатів |

До двох чи більше рас належало 0,0 %. Частка іспаномовних становила 0,0 % від усіх жителів.
За віковим діапазоном населення розподілялося таким чином: 23,0 % — особи молодші 18 років, 59,7 % — особи у віці 18—64 років, 17,3 % — особи у віці 65 років та старші. Медіана віку мешканця становила 39,3 року. На 100 осіб жіночої статі у переписній місцевості припадало 102,5 чоловіків;  на 100 жінок у віці від 18 років та старших — 94,8 чоловіків також старших 18 років.